# Manyanga (Kongo Central)
Manyanga war zu Zeiten des Kongo-Freistaats eine Zwischenstation auf der Strecke von der Küste nach Léopoldville. Es lag am oberen Ende eines schiffbaren Abschnitts des Kongo von Isangila aus weiter flussabwärts Richtung Westen. Oberhalb von Manyanga mussten Güter auf dem Landweg um die Livingstonefälle und Stromschnellen herum zum Stanley Pool transportiert werden.

## Lage
Der untere Teil des Kongo-Flusses unterhalb des Stanley Pools fließt zuerst durch die Livingstone-Wasserfälle und Stromschnellen, hat dann einen schiffbaren Abschnitt von Manyanga nach Isangila und dann weitere Stromschnellen und Katarakte hinunter nach Matadi, von wo aus er zum Atlantischen Ozean schiffbar ist.

## Geschichte

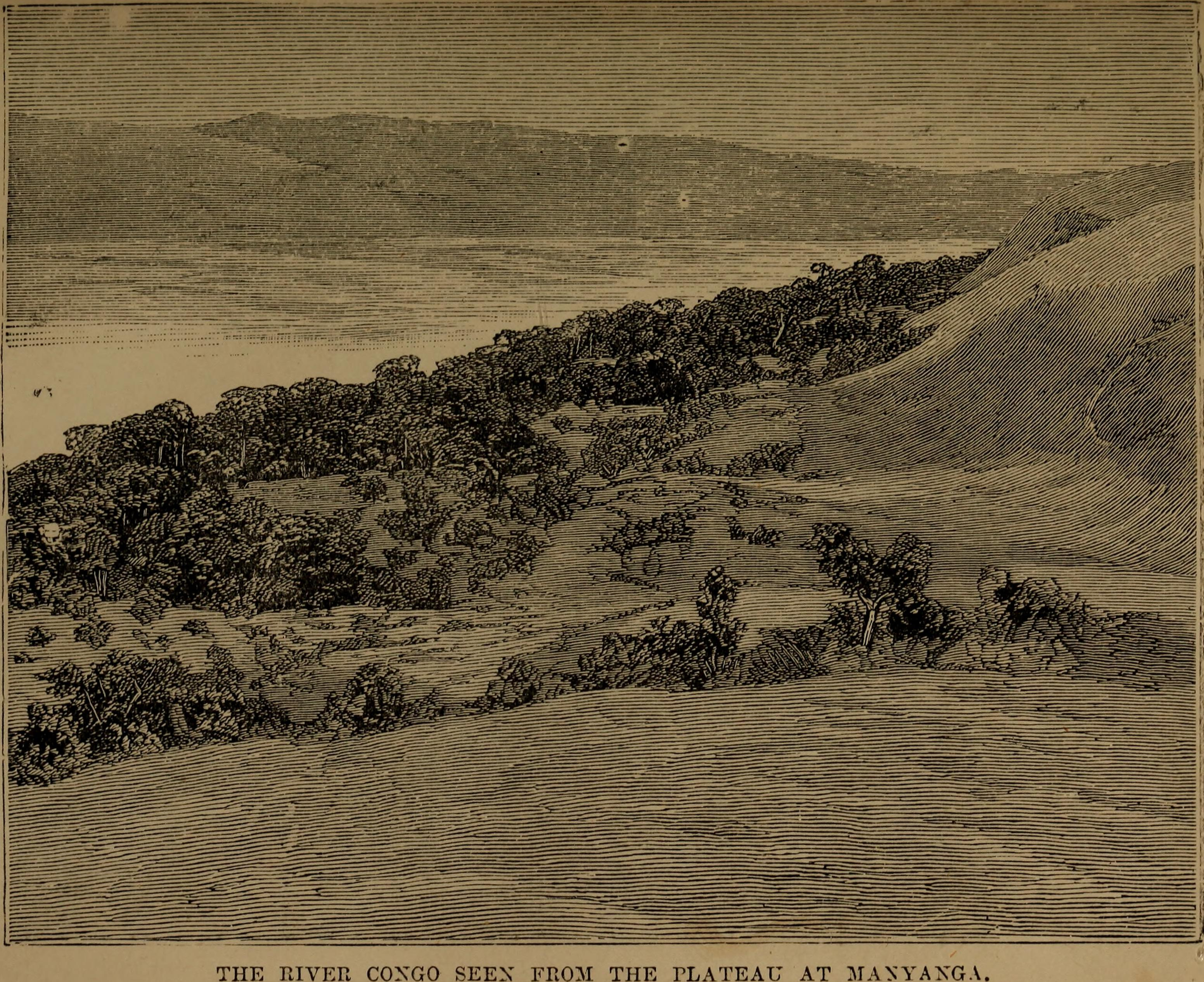
Der Kongo-Fluss vom Plateau bei Manyanga aus gesehen (1895)

Im Februar 1881 hörte Henry Morton Stanley Gerüchte, dass englische Missionare planten, in der Region eine Station zu errichten, und bat Louis Valcke, ihnen mit der Errichtung einer Station der Internationalen Afrika-Gesellschaft (A.I.A.) in Isanghila zuvorzukommen. Während Valcke den Isanghila-Posten weiter ausbaute, fuhr Stanley mit den Dampfern En Avant und Royal den schiffbaren Flussabschnitt hinauf nach Manyanga, wo er mit dem Bau eines Postens begann, den er Victor Harou anvertraute. Er beauftragte Charles-Marie de Braconnier mit dem Bau einer Straße von Manyanga zur Mündung des Lufu-Flusses, die die Ntombo-Mataka-Wasserfälle umging. Im Mai 1881 erkrankte Stanley in Manyanga an schwerem Fieber. Erst Mitte Juni konnte er daran denken, nach Stanley Pool weiterzuziehen.
Der Baptistenmissionar George Grenfell gründete im selben Jahr eine Kette von Missionsstationen in Musuko, Vivi, Isangila und Manyanga.
Ein amerikanischer Besucher bezeichnete die Station im Mai 1885 als North Manyanga, gegenüber der South Manyanga Station, oder N’Gombe am Südufer. Die Entscheidung, eine Straße entlang des Südufers zu bauen und dabei das von den Franzosen beanspruchte Gebiet zu meiden, und der darauf folgende Bau der Matadi-Léopoldville-Eisenbahn machten die mühsame Route über Manyanga nach Léopoldville überflüssig. Der ehemalige Bahnhof heißt heute Pioka und ist ein kleines Dorf.